# Золотой полумесяц

Карта мира с выделенными областями производства героина.

Золото́й полуме́сяц (англ. Golden Crescent, дари گلدن کرسنت, перс. هلال طلایی‎, пушту طلایی قمری‎, урду سنہری ہلال‎) — территория сопредельных районов трёх стран Среднего Востока — Афганистана, Ирана и Пакистана — где расположены крупные плантации опиумного мака, находятся незаконные хозяйства по производству героина и опиатов. С 2010-х годов в этом регионе возникло растущее производство эфедрина и его производных.

## История
В 2001 г. правительство Талибана запретило выращивание опиума в Афганистане, в результате в этот период в стране было произведено рекордно низкое за последние 30 лет количество опиума: 185 тонн (см. World Drug Report Архивная копия от 25 января 2010 на Wayback Machine). В этот год опиумный мак выращивался преимущественно в северных провинциях, на территориях, контролируемых т. н. «Северным Альянсом».
Доходы афганских производителей наркотиков оценивались в 2004 году в 2,6 млрд долларов в год.
В докладе Управления ООН по наркотикам и преступности (UNODC) 2008 года сказано: «Ещё ни одна страна в мире, кроме Китая середины XIX века, не производила столько наркотиков, сколько современный Афганистан». В Афганистане производится более 90 % опиума, поступающего на мировой рынок.
В 2010-х годах только выращивание и сбор опийного мака создавало для сельских районов Афганистана эквивалент 300—400 тысяч рабочих мест. Прибыль от них косвенно влияла на другие отрасли и даже доходы государства.
Во второй половине 2010-х годов местные производители научились делать метамфетамин из естественного источника эфедрина — дикорастущих кустарников нескольких видов рода эфедра, встречающихся в провинциях Гильменд, Герат и Бамиан. Партии наркотика поступали в Австралию и ЮАР, страны Центральной Азии и Персидского залива.